# Nicolas Charles Oudinot
Pour les articles homonymes, voir Oudinot.
Nicolas Charles Marie Oudinot, duc de Reggio, né le 25 avril 1767 à Bar-le-Duc et mort le 13 septembre 1847 à Paris, est un général français de la Révolution et de l’Empire, élevé à la dignité de maréchal d'Empire en 1809.
Il serait le soldat ayant reçu le plus de blessures durant les guerres de la Révolution française et de l'Empire, 34 blessures au total. En 1795-1796, il reçoit onze blessures : deux balles et neuf coups de sabre. Quand le futur maréchal Canrobert le rencontre aux eaux de Barèges, en 1830, il a ce commentaire : « Ce n'était qu'une passoire. »

## Biographie

### Origines et jeunesse sous l'Ancien Régime

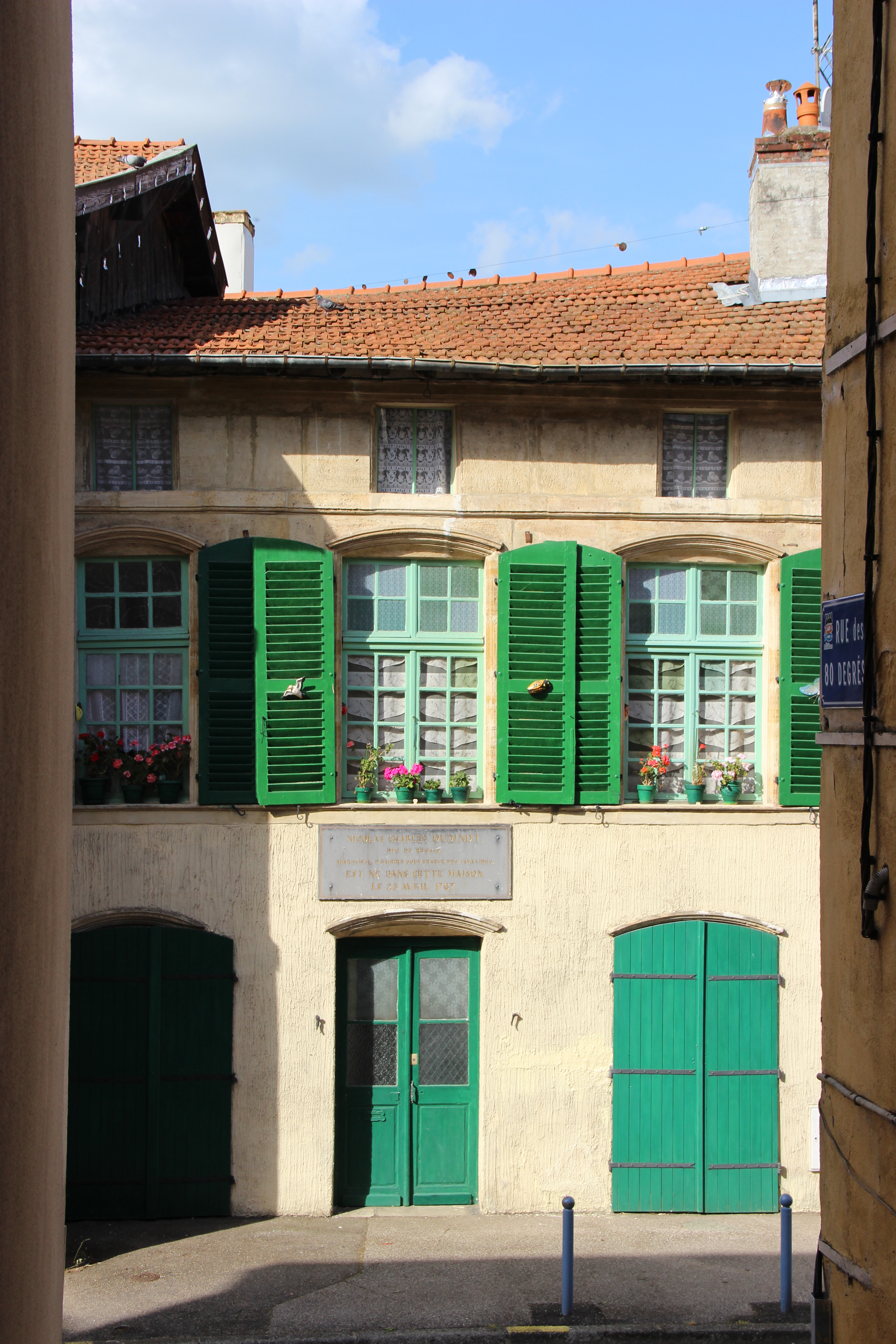
Maison natale du maréchal Oudinot à Bar-le-Duc.

Né le 25 avril 1767 à Bar-le-Duc, capitale du duché de Bar, réuni depuis un an au royaume de France (actuellement dans le département de la Meuse), Nicolas-Charles Oudinot, fils de Nicolas Oudinot et de Marie Anne Adam, est issu de la petite bourgeoisie meusienne.
Son père est artisan-brasseur. Après des études dans sa ville natale puis à Toul, il s'engage dans le régiment du Médoc de 1784 à 1787 où il obtient le rang de sergent. Il le quitte au bout de quelques années. Revenu à la vie civile, il revient dans sa ville natale où il se marie avec Charlotte Françoise Derlin avec laquelle il aura sept enfants.

### Révolution française
Pour un article plus général, voir Révolution française de 1789.

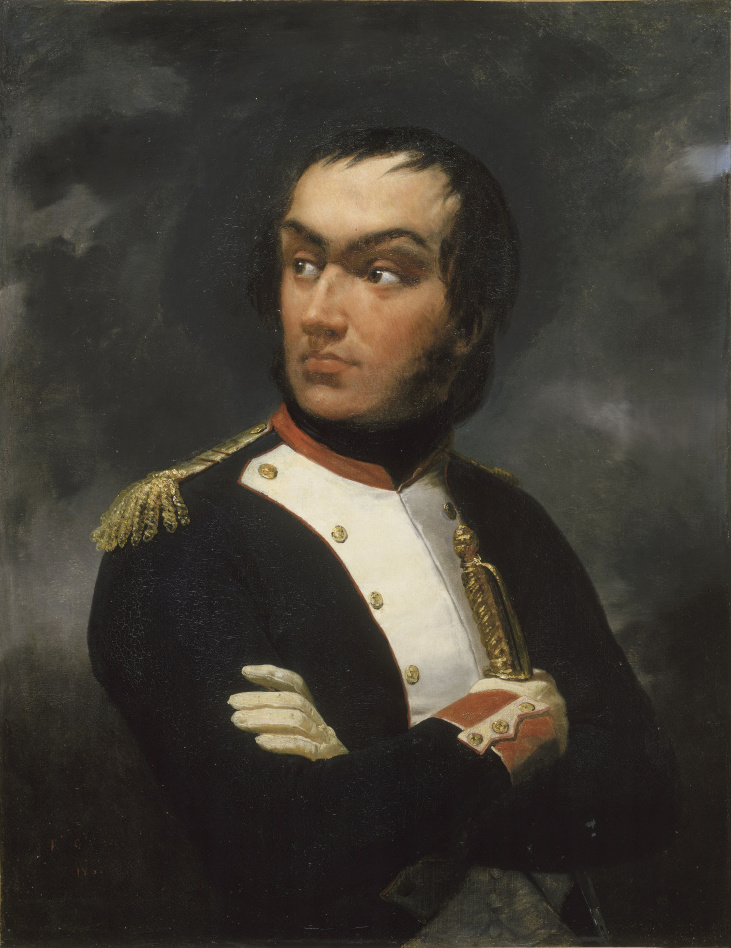
Nicolas Charles Oudinot, lieutenant-colonel au 3e bataillon de la Meuse en 1792 (1767-1847), Raymond Quinsac Monvoisin, 1835.

Il reprend du service quand éclate la Révolution et il est nommé lieutenant-colonel en second du futur général Florentin Ficatier, en 1791, au 3e bataillon de volontaires de la Meuse. Il se distingue en septembre 1792 par une belle défense d'une attaque prussienne du château de Bitche et reçoit la première blessure de sa carrière. Il fait 700 prisonniers. Il obtient le commandement du 2e bataillon du 2e régiment d'infanterie (ci-devant Picardie) dont le colonel venait d'émigrer puis celui de la 4e demi-brigade de première formation le 5 novembre 1793. Le 23 mai 1794, il se fraie un passage à la baïonnette à la bataille de Kaiserslautern, ce qui lui vaut d'être promu colonel. En juin 1794, attaqué près de Moclauter par 10 000 ennemis, il résiste pendant dix heures avec un seul régiment. Il opère ensuite sa retraite sans être entamé, et pour prix de cette conduite, il est fait général de brigade le 14 juin 1794. Au mois de juillet suivant, il s'empare de Trèves par une manœuvre hardie et y commande jusqu'en août 1795. Passé alors à l'armée de la Moselle, il est en octobre attaqué de nuit à la bataille de Neckerau, blessé de cinq coups de sabre, pris et envoyé en Allemagne. Échangé au bout de cinq mois, il retourne à l'armée et enlève Nordlingue, Donauworth et Neubourg.
Au blocus d'Ingolstadt, où il doit lutter contre des forces décuples, il reçoit une balle à la cuisse, trois coups de sabre sur les bras et un sur le cou ; cependant, sans attendre que sa guérison soit complète, il rejoint sa division à Ettenheim et charge l'ennemi le bras en écharpe. L'affaire du pont de Mannheim, la bataille de Feldkirch et la prise de Constance, que défendait le prince de Condé, lui valent le grade de général de division. Il sert sous Hoche, Pichegru et Moreau, puis en 1799 dans l'armée d'Helvétie sous Masséna. Blessé de nouveau à la bataille de Zurich, il devient chef d'état-major de Masséna, qu'il suit en Italie et avec lequel il soutient le siège de Gênes. Conservé par Brune dans les fonctions de chef d'état-major de l'armée d'Italie, il se distingue à toutes les affaires dont les rives du Mincio sont le théâtre, le jour de Noël 1800, et il est chargé de porter à Paris la nouvelle de la paix bientôt signée à Trévise. Après la bataille de Monzambano, Napoléon lui octroie un sabre d'honneur, puis la croix de la Légion d'honneur.
Il est élu en 1803, député de la Meuse, mais sans participer aux réunions de la Chambre.

### Le Premier Empire

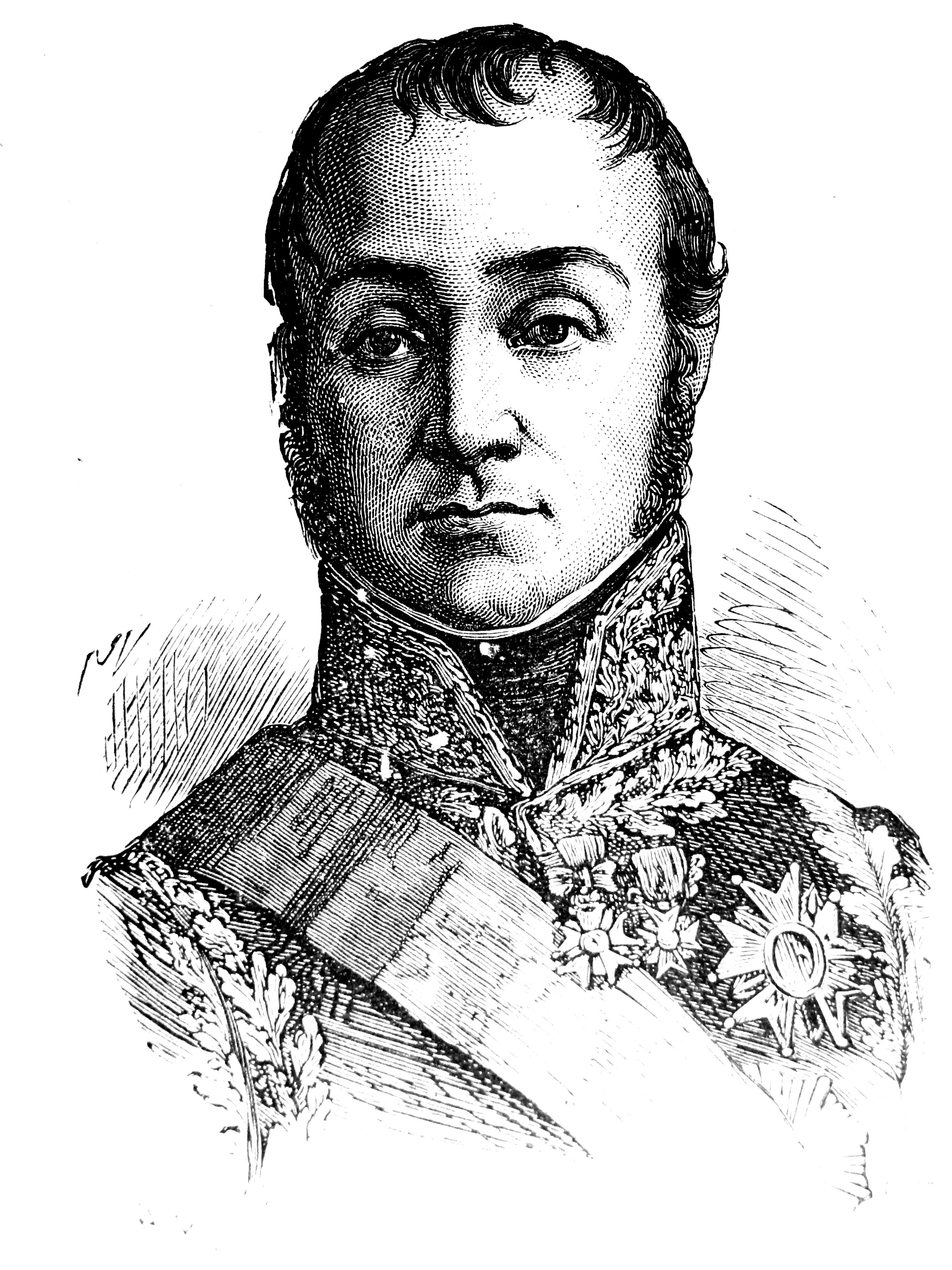
Nicolas-Charles Oudinot (gravure pour l'« Album du Centenaire »).

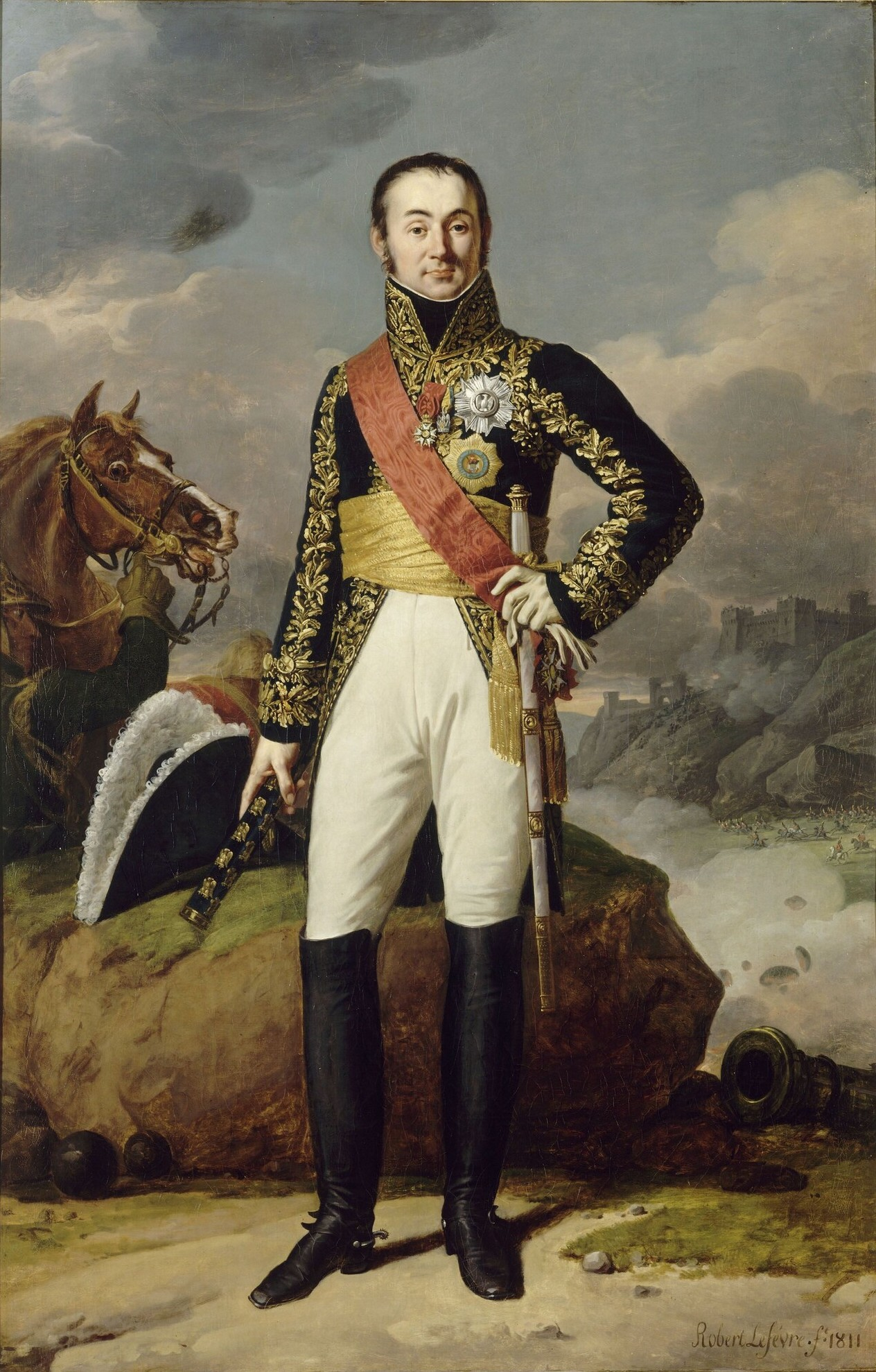
Nicolas Charles-Oudinot, duc de Reggio, maréchal de France (1767-1847), par Robert Lefèvre (1756-1830), musée national du Château de Versailles et des Trianons.

Il fait la sélection des soldats pour former une division de grenadiers dans le corps de Lannes qui est surnommée « la colonne infernale ». Il faut peu de temps à ces soldats d'élite pour être connus sous le nom de « grenadiers d'Oudinot ». Grand aigle de la Légion d'honneur en 1805, il part du camp de Boulogne à la tête de 8 000 grenadiers, s'empare de Vienne comme en passant, au bout de 45 jours de marche, se présente au pont du Danube que défendent 180 pièces de canon, arrache la mèche du premier canonnier autrichien, passe le fleuve, occupe la rive opposée avec sa division, et force à capituler toutes les troupes ennemies qu'il rencontre. Blessé à Wertingen il est remplacé par Duroc. Après avoir participé aux combats d'Amstetten, Oudinot, blessé encore une fois à celui de Hollabrunn, assiste, quoique convalescent, à la bataille d'Austerlitz, où il cueille de nouveaux lauriers. En 1806, il prend possession des comtés de Neuchâtel et de Valangin, puis il entre à Berlin.
Au commencement de 1807, il gagne en Pologne la bataille d'Ostrołęka, ce qui lui vaut le titre de comte et une dotation d'un million. Il se rend ensuite, sous les ordres de Lannes, avec une forte division pour renforcer le corps du maréchal Lefebvre qui assiège Dantzig et participe à la capitulation de cette place. Arrivés en retard à la bataille d'Heilsberg le 10 juin 1807, après avoir parcouru 60 km à marche forcée, sans escales, ses grenadiers refusent de participer à l'assaut final et à la victoire contre les Russes, repoussant avec dédain une besogne qui n'ajouterait rien à leur gloire. Le 14 juin, à une heure du matin, il est à la gauche des troupes de Lannes, attaqué par 80 000 Russes dans la plaine de Friedland. Le corps de Lannes tient jusqu'à midi grâce notamment aux grenadiers, et Napoléon, survenant avec le reste de l'armée, remporte cette sanglante victoire qui est suivie bientôt de la paix de Tilsitt, signée le 25 juin. Au cours de l'entrevue, l'Empereur présente Oudinot comme le « Bayard de l'armée française » au tsar Alexandre.

#### Le maréchal d'Empire
Créé comte de l'Empire en 1808, il ne part pas en Espagne. Il est gouverneur d'Erfurt en 1808, pendant la réunion des souverains. Il continue de commander en 1809 les grenadiers réunis et est rejoint par le général Ficatier, son ancien tandem du 3e bataillon de volontaires de la Meuse. Cette avant-garde, partout victorieuse, bat les Autrichiens à Pfaffenhofen le 19 avril. Il entre le 13 mai à Vienne, concourt à la victoire à Wagram, ce qui lui vaut d'être nommé maréchal d'Empire le 12 juillet 1809, et duc de Reggio avec une forte dotation le 14 avril 1810. En 1810, Napoléon lui confie le gouvernement du royaume de Hollande en remplacement de Louis Bonaparte, jusqu'à l'ouverture de la campagne de Russie. Placé alors à la tête du 2e corps de la grande armée, à la suite de la mort du maréchal Lannes pendant la bataille d'Essling, il se rend à Berlin, dont il est deux mois gouverneur, et participe ensuite à de nombreuses batailles jusqu'à ce que, grièvement blessé à celle de Polotsk, il doive remettre son commandement au général Gouvion-Saint-Cyr. Toutefois, en apprenant bientôt l'évacuation de Moscou, les premiers désastres français et la blessure de son successeur, il se hâte, quoiqu'à peine guéri, de rejoindre son corps. Il concourt, avec les maréchaux Ney, Mortier et Victor, à assurer aux débris de l'armée française le passage de la Bérézina, et est encore blessé.
En 1813, il est absent à la bataille de Lützen mais combat glorieusement sous les ordres de Napoléon à la bataille de Bautzen. À la tête du 12e corps, il essuie un échec à Grossbeeren le 23 août puis passe sous les ordres du maréchal Ney, qui est à son tour défait à la bataille de Dennewitz, le 6 septembre. À la bataille de Leipzig, Oudinot s'illustre à la tête de deux divisions de Jeune Garde, mais malade du typhus il ne participe pas à la bataille de Hanau. Guéri, il prend part à la campagne de France en 1814. Après avoir participé à la bataille de Brienne, il combat essentiellement sur la ligne de la Seine. À la bataille de Brienne, il a les cuisses éraflées par un boulet de canon, puis à la bataille d'Arcis-sur-Aube, sa plaque de Grand Aigle arrête une balle qui aurait dû être mortelle, le blessant légèrement. Il s'agit de sa trente-deuxième et dernière blessure de toute sa carrière militaire.
Après la capitulation de Paris et la déchéance de Napoléon, le duc de Reggio se voue tout entier au service de Louis XVIII, qui le nomme colonel général des grenadiers et des chasseurs royaux, et gouverneur de Metz. En 1815, malgré tous ses efforts et l'aide apportée dans cette tâche par le préfet de Metz, le comte de Vaublanc, il ne peut contenir que jusqu'à Troyes l'impatience de ses troupes qui l'abandonnent pour aller au-devant de Napoléon.

### Les Cent-Jours et la Restauration
Il passe les Cent-Jours dans ses terres meusiennes, évite de s'impliquer, mais se montre ouvertement opposé à la condamnation du maréchal Ney. Après la Seconde Restauration, sur proposition du comte de Vaublanc devenu entretemps ministre de l'Intérieur, il est nommé commandant en chef de la garde nationale parisienne, major-général de la Garde royale, pair de France, ministre d'État, grand-croix de l'ordre royal de Saint-Louis, et enfin chevalier du Saint-Esprit.
Pendant l'expédition d'Espagne en 1823, le maréchal Oudinot, à la tête du 1er corps d'armée, entre sans coup férir à Madrid, dont il reçoit du prince généralissime le commandement, et jusqu'à son départ pour Paris, il s'applique à maintenir le calme.
Quand éclate la révolution de juillet 1830, Oudinot est encore un des quatre majors généraux de la Garde royale. Il prête serment au nouveau gouvernement, mais il paraît le bouder pendant quelques années. Il accepte le poste de grand chancelier de la Légion d'Honneur en 1839, qu'il quitte en 1842, pour passer à celui de gouverneur de l'hôtel royal des Invalides. Il meurt dans l'exercice de ses fonctions le 13 septembre 1847, à six heures du soir, à l'âge de quatre-vingts ans.

## Considérations
« C'est un général éprouvé dans cent combats, où il a montré autant d'intrépidité que de savoir. »

— Napoléon Ier, 10ème bulletin de la Grande Armée, 23 mai 1809
En somme, le maréchal Oudinot, tacticien compétent et meneur d'hommes exceptionnel, s'est surtout fait remarquer pour sa bravoure dans les combats si bien qu'il fut blessé près de 35 fois. Estimé par Napoléon qui le qualifie de « Bayard de l'armée française », il fut longtemps commandant de la célèbre division de grenadiers d'Oudinot, au sein du corps de Lannes. Surnommée la « colonne infernale », cette division d'élite contribua de manière décisive à de nombreuses victoires de la Grande Armée comme celles de Friedland ou de Bautzen.

## Souvenirs historiques
Les papiers personnels du maréchal Nicolas-Charles Oudinot sont conservés aux Archives nationales sous la cote 206AP.
Les papiers de commandement correspondant à la carrière militaire du maréchal, ainsi que de la correspondance privée, sont conservés par le service historique de la Défense, au sein du fonds des archives du maréchal Oudinot, sous la cote DE 2017 PA 99.
Certains objets mobiliers lui ayant appartenu ont figuré à la vente aux enchères publiques des collections du château de Malicorne par la maison Artcurial à Paris le 13/06/2017 (La Gazette Drouot n°22 - 2/06/2017, p.99) ; début  2018 est apparue sur le stand de la galerie Berger, de Beaune, à la Brafa de Bruxelles, une paire de vases en albâtre représentant Hercule, qui lui fut offerte pour son mariage en 1812 par le maréchal Ney (cf. Le Journal des Arts n°493, du 19/01 au 1/02/2018, p. 31).

## Mariage et descendance
Ses quatre fils et deux de ses gendres sont militaires (Pierre Claude Pajol et Guillaume Latrille de Lorencez).
Marié une première fois, le 15 septembre 1789, à Bar-le-Duc, avec Charlotte Derlin (1768-1810), « sans fortune, effacée et malade », il a sept enfants :
1. Marie Louise Oudinot de Reggio (1790-1832) mariée à Pierre Claude Pajol, général d'Empire ;
2. Nicolas Charles Victor Oudinot de Reggio (1791-1863), général de division ;
3. Nicolette Caroline Oudinot de Reggio (1795-1865), mariée à Guillaume Latrille de Lorencez, général d'Empire ;
4. Emilie Oudinot (1796-1805) ;
5. Auguste Oudinot de Reggio (1799-1833), colonel au 2e régiment de chasseurs d'Afrique tué le 26 juin 1833, lors du combat d'Illouley-Ismaël ;
6. Élisa Oudinot de Reggio (1801-1882), mariée à Armand, chevalier de Caunan, préfet du Var de 1818 à 1823 ;
7. Stéphanie Oudinot de Reggio (1808-1893), mariée en 1828 à Georges, baron Hainguerlot - posséda le château de Villandry (37).

Veuf, il épouse le 12 janvier 1812, Marie-Charlotte Eugénie de Coucy, une aristocrate de 24 ans sa cadette, avec laquelle il a quatre enfants :
1. Louise Oudinot de Reggio (1816-1909), mariée à Ludovic de Lévezou de Vesins ;
2. Caroline Oudinot de Reggio (1817-1896), mariée à Joseph Cuiller-Perron ;
3. Charles Oudinot de Reggio (1819-1858)[13];
4. Henry Oudinot de Reggio (1822-1891).

## Liste des ducs de Reggio
- Nicolas-Charles Oudinot (1767-1847) ;
- Victor Oudinot (1791-1863), son fils ;
- Charles Oudinot (1821-1889), son fils ;
- Charles Oudinot (1851-1905), son fils ;
- Henri Oudinot (1883-1956), son fils[14] ;
- Philippe Maupas-Oudinot (1919-2018), son fils[15].
- François Maupas-Oudinot, son fils.

## Armoiries
| Figure | Blasonnement |
|        | Armes du comte Oudinot et de l'Empire (décret du 19 mars 1808, lettres patentes du 2 juillet 1808), général de brigade (à titre provisoire le 14 juin 1794, confirmé le 13 juin 1795), général de division (12 avril 1799), maréchal de l'Empire (12 juillet 1809), légionnaire (19 frimaire an XII : 11 décembre 1803), puis, grand officier (11 juin 1804), puis, grand aigle de la Légion d'honneur (6 mars 1805), De gueules, au lion d'or, tenant un grenade du même, à trois étoiles d'argent en chef ; au canton des Comtes Militaires de l'Empire brochant. |
|        | Armes du 1er duc de Reggio et de l'Empire (décret et lettres patentes du 14 avril 1810), grand chancelier de l'ordre de la Légion d'honneur (17 mai 1839 - 21 octobre 1842), chevalier de l'ordre de la Couronne de fer, chevalier (2 juin 1814), puis, commandeur (24 septembre 1814), puis, grand-croix de l'ordre royal et militaire de Saint-Louis (3 mai 1816), chevalier de l'ordre du Saint-Esprit (30 septembre 1820), grand-croix de l'ordre militaire de Maximilien-Joseph de Bavière, commandeur de l'ordre militaire de Saint-Henri de Saxe, pair de France (4 juin 1815 (Première Restauration), 24 juillet 1815 (Seconde Restauration), duc et pair le 31 août 1817 (mais sans majorat ni lettres patentes, il a rang de baron), membre du Conseil privé (19 septembre 1815), Parti : 1, de gueules, à trois casques d'argent ; 2, d'argent, au lion de gueules, tenant une grenade de sable enflammée de gueules ; au chef des ducs de l'Empire brochant,. |

## Publications
- Armée d'Italie. État-Major-général. Journal historique des opérations de l'armée d'Italie commandée par le général en chef Brune, depuis le 27 frimaire an IX jusqu'au 26 nivôse inclusivement. Au quartier général à Trévise, le 27 nivôse an IX. Oudinot, général de division, chef de l'état-major-général, au ministre de la guerre (1801)
- Aperçu historique sur la dignité de maréchal de France, suivi d'un tableau chronologique des maréchaux depuis le règne de Philippe-Auguste jusqu'à nos jours (1833)
- Considérations sur les ordres de Saint-Louis et du Mérite Militaire (1833)
- De l'Italie et de ses forces militaires (1835)
- Considérations sur l'emploi des troupes aux grands travaux d'utilité publique (1839)
- De la Cavalerie et du casernement des troupes à cheval (1840)
- Des Remontes de l'armée, de leurs rapports avec l'administration des haras (1842)
- De l'Armée et de son application aux travaux d'utilité publique (1845)

## Hommages
- Il est représenté lors des batailles de Friedland et de Zurich dans deux tableaux qui ornent la galerie des Batailles du château de Versailles. Son portrait se trouve au musée de l'Armée à Paris (Invalides).
- Son épitaphe se trouve dans la nef de l'église Saint-Louis des Invalides à Paris.
- Son nom est gravé sous l'arc de triomphe de l'Étoile (pilier Est).
- Son nom a aussi été donné à une rue de Paris : la rue Oudinot, et de Nancy : la rue du Maréchal-Oudinot.
- À Bar-le-Duc, sa ville natale, un monument doté d'une statue du sculpteur Jean Debay (fils) a été érigé sur la place Reggio en 1850[21]. Une caserne y porte également son nom.
- A Paris, sa statue, avec celles d'autres maréchaux, orne une façade du Louvre donnant sur la rue de Rivoli.
- Le 8e régiment d'artillerie ayant stationné à Commercy (Meuse) portait son nom

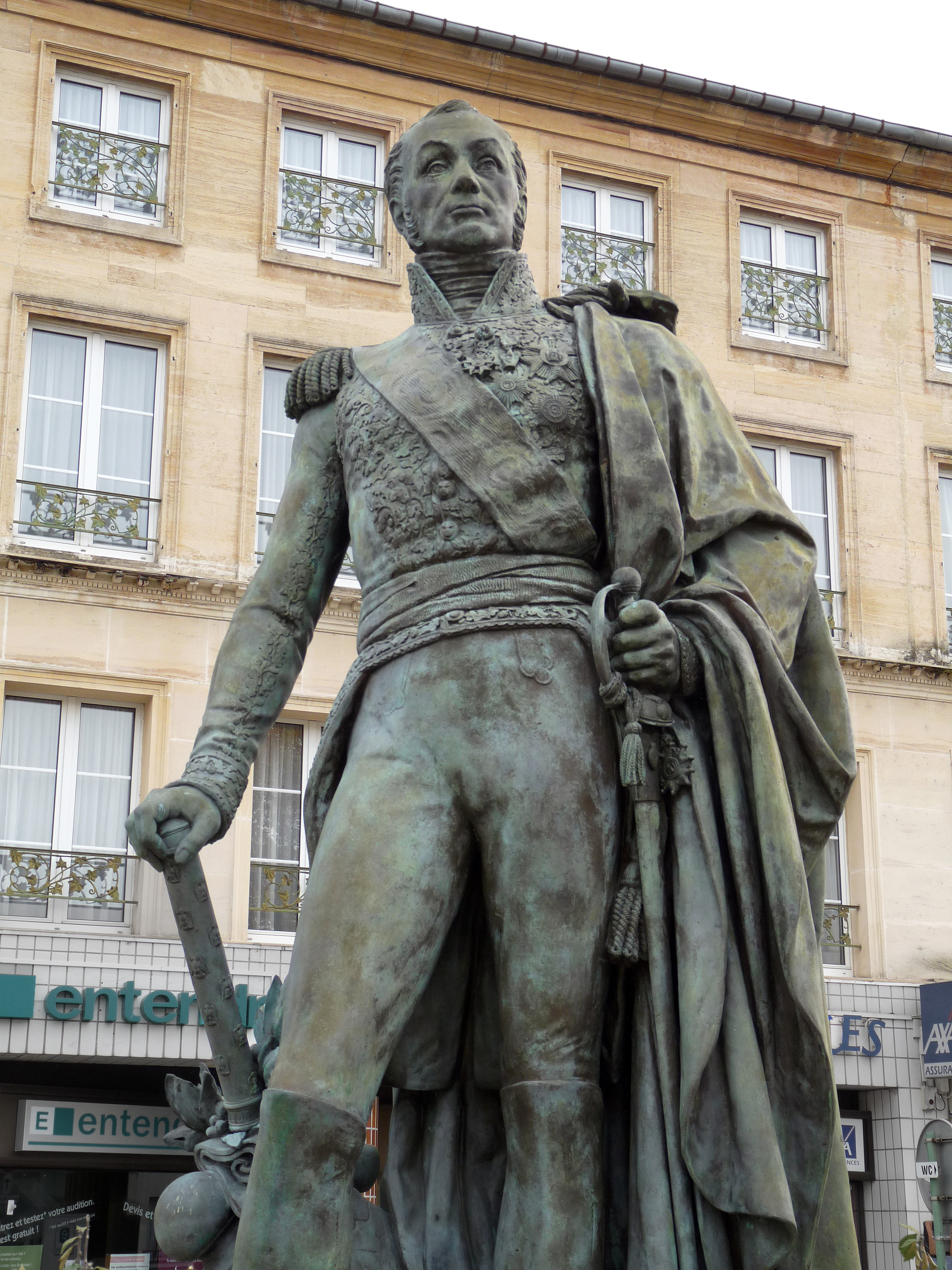
Statue (1850) par Jean Debay sur la place Reggio à Bar-le-Duc.
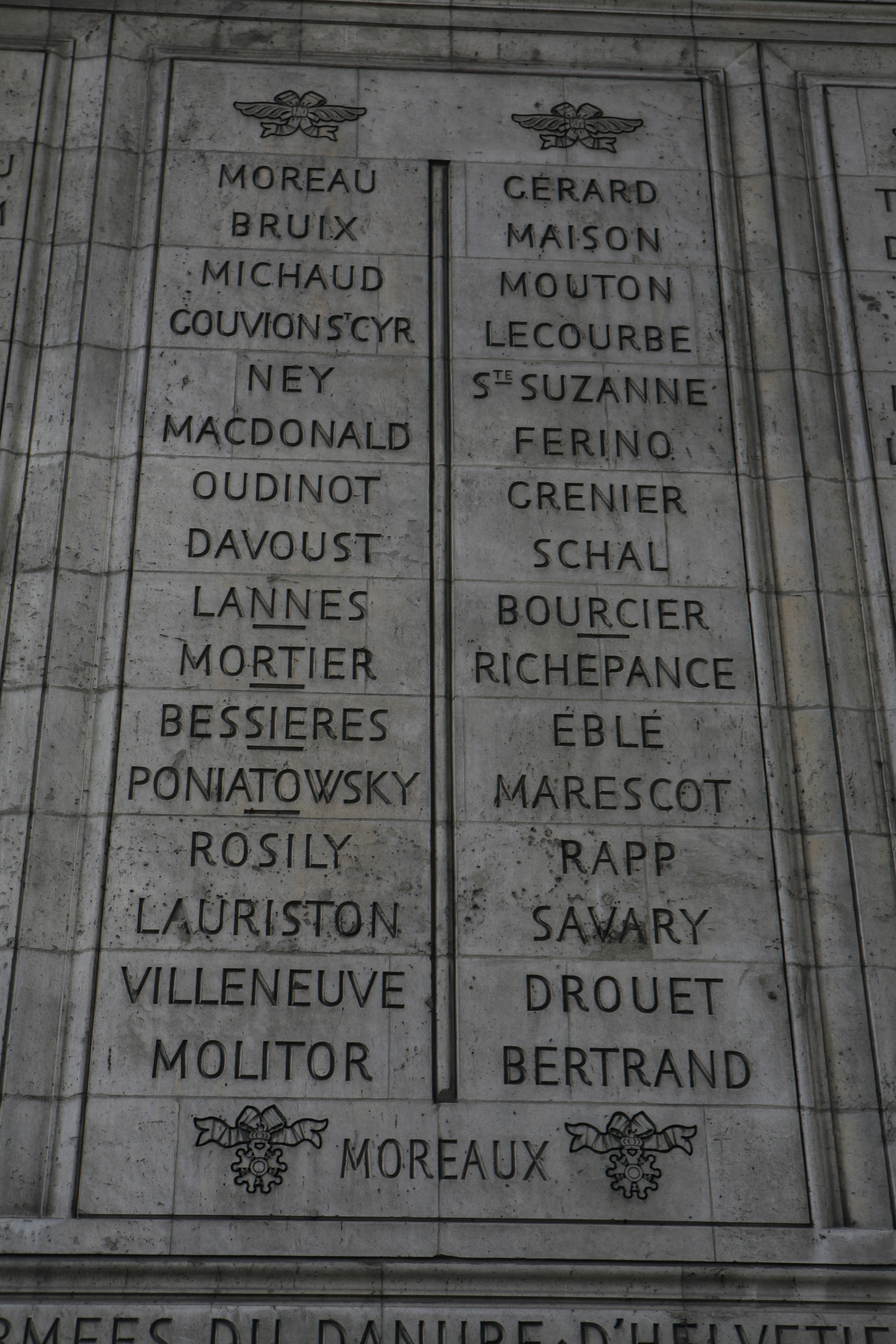
Noms gravés sous l'arc de triomphe de l'Étoile : pilier Est, 13e et 14e colonnes.
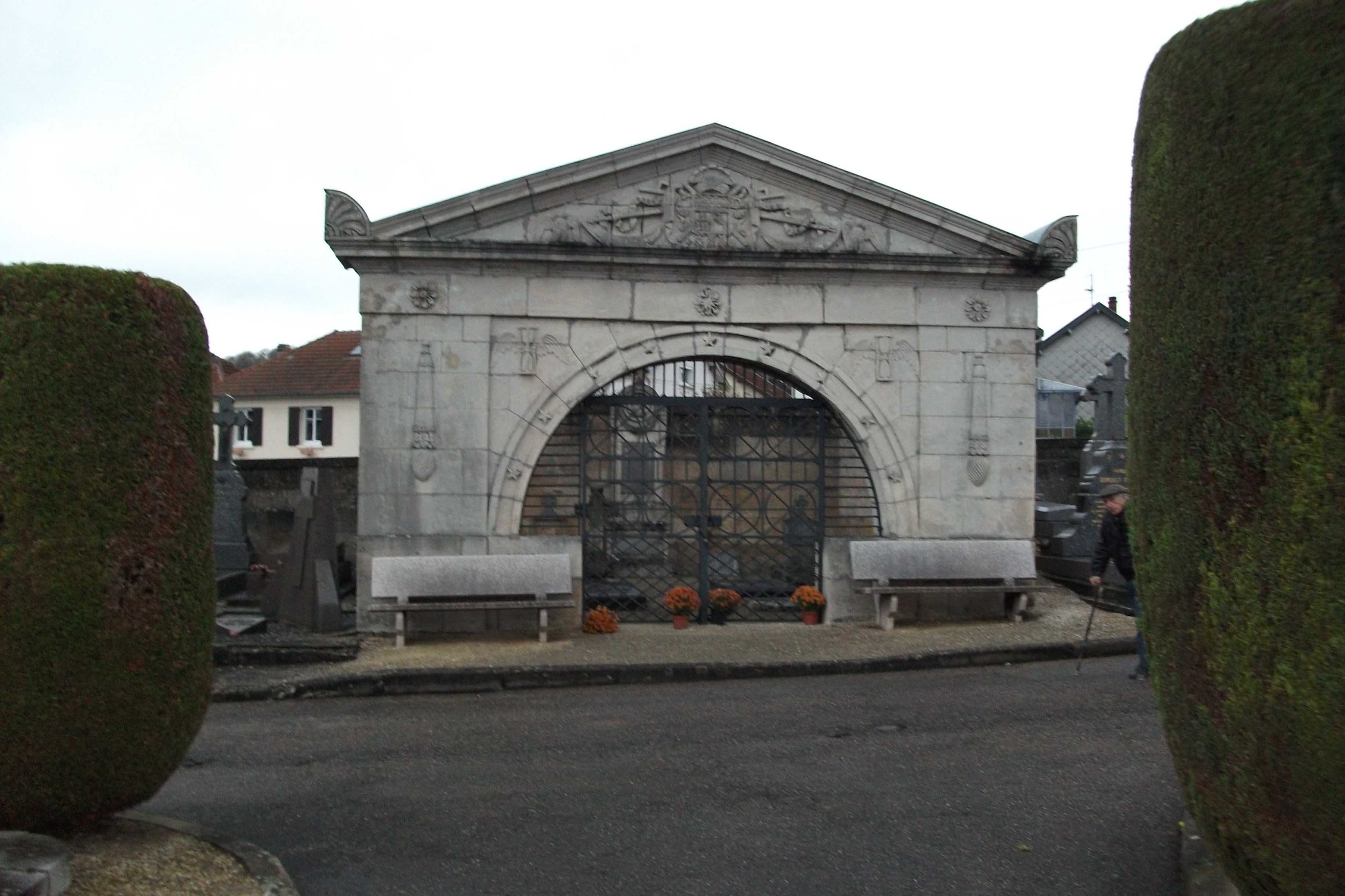
Tombe de sa famille, ses deux épouses et quatre de ses enfants.

### Sources et bibliographie
- Ronald Zins, Le maréchal Oudinot, Reyrieux, Horace Cardon, 9 décembre 2016  (ISBN 2-913020-09-7) (BNF 45176746), préface du marquis de Quinsonas-Oudinot de Reggio.
- Marc Oudinot, Le maréchal Oudinot, Paris, De Fallois éditions, 30 mai 2007, 460 p. (ISBN 978-2-87706-620-4), préface de Jean Tulard.
- « Nicolas Charles Oudinot », dans Charles Mullié, Biographie des célébrités militaires des armées de terre et de mer de 1789 à 1850, 1852 [détail de l’édition].
- « Nicolas Charles Oudinot », dans Adolphe Robert et Gaston Cougny, Dictionnaire des parlementaires français, Edgar Bourloton, 1889-1891 [détail de l’édition].
- Archives nationales (CARAN) – Service Historique de l’Armée de Terre – Fort de Vincennes – Dossier S.H.A.T. Côte : 6 Yd 21.
- « Cote C/0/43 », base Léonore, ministère français de la Culture.